# Letteratura dei diritti umani
La letteratura dei diritti umani è un genere letterario che, direttamente o indirettamente, promuove i valori dei diritti umani. Obiettivo della letteratura dei diritti umani è combinare la forza letteraria con la motivazione all'azione, che è fondamentale nella lotta per la protezione dei diritti umani. Questo genere letterario si basa sul concetto di "letteratura impegnata" teorizzata dal filosofo e scrittore francese Jean-Paul Sartre.
La letteratura dei diritti umani crede che ognuno di noi abbia il dovere morale e il potere di operare un cambio sociale. Ma in particolare, si basa sulla fiducia dell'enorme potere della letteratura di riuscire a mettere in moto un cambiamento, e sulla responsabilità dell'autore riguardo agli aspetti sociali oltre che artistici del suo lavoro.

## Contesto
Il concetto di Letteratura dei Diritti Umani fu teorizzata per la prima volta nella prefazione di Freedom, un'antologia di racconti scritti da autori di risonanza mondiale pubblicata per la prima volta in Gran Bretagna nel 2010 da Mainstream Publishing, in collaborazione con l'organizzazione di difesa dei diritti umani Amnesty International, e poi tradotta in vari Paesi, fra cui USA, Canada, Polonia, Spagna, America Latina e Italia. Ogni racconto di questa antologia è ispirato a un articolo della Dichiarazione universale dei diritti umani.
Nella prefazione "Il Tremendo Potere della Letteratura", Vered Cohen Barzilay esamina la relazione fra il romanzo italiano Prima di lasciarsi di Gabriella Ambrosio (in inglese "Before we say goodbye") e la comprensione dei diritti umani.
Il concetto base fu in seguito introdotto in una discussione pubblica al Book Festival di Edimburgo del 2010,, quindi formalmente presentato da Vered Cohen Barzilay nel marzo del 2012 all'Università di Oxford, Gran Bretagna in un dibattito dal titolo "Il Potere della Letteratura e Diritti Umani", e infine a Londra all'inizio del 2013 al Festival Letterario alla London School of Economics and Political Science .. Nel 2012, Cohen Barzilay ha fondato founded Novel Rights Archiviato il 26 dicembre 2015 in Internet Archive., una casa editrice digitale specializzata nel creare e promuovere Letteratura dei Diritti Umani.

## Letteratura impegnata e sua relazione con la letteratura dei diritti umani
La "Letteratura dei Diritti Umani" è basata sull'idea di "letteratura impegnata" formulata dallo scrittore e filosofo francese Jean-Paul Sartre nel suo libro "Cos'è la letteratura?". Sartre argomentava che gli intellettuali hanno il dovere di prendere posizione riguardo ai maggiori conflitti politici. Egli si augurava che la letteratura servisse alle minoranze oppresse come mezzo per ottenere il riconoscimento e che gli uomini di potere fossero mossi all'azione sotto l'influenza della letteratura. Inoltre sosteneva che un romanzo dovrebbe consapevolmente rivolgersi a chi ha la possibilità di agire. Sartre scorgeva una doppia funzione nella letteratura, che dovrebbe agire come specchio per l'oppressore e come fonte di ispirazione e guida per gli oppressi, sebbene egli non espliciti come esattamente possa alla letteratura seguire l'azione.
Come imperativo morale, la Letteratura dei Diritti Umani vuole condurre i suoi lettori a capire il valore dei diritti umani e ad agire per proteggerli.

## Il potere della letteratura
Marina Nemat, autrice di "Prigioniera di Teheran" e vincitrice del premio "Human Dignity" conferito dal Parlamento Europeo scrive: "La letteratura racchiude l'esperienza degli uomini, raggiunge i cuori e ci fa sentire il dolore di quelli che sono trattati ingiustamente. Senza la letteratura e la narrativa, noi perderemmo la nostra stessa identità di esseri umani e ci dissolveremmo nel buio del tempo e della ripetizione dei nostri errori" ".. Per questo, la Letteratura dei Diritti Umani enfatizza la responsabilità dell'autore di perseguire una scrittura che deliberatamente non si isoli dal mondo e dagli eventi geopolitici, così come dalle crisi regionali e globali. La Letteratura dei Diritti Umani chiama gli scrittori a esercitare il loro dovere morale e sociale.
Martha Nussbaum, docente e filosofa americana, nel suo libro "Poetic Justice" sostiene che l'empatia sociale è la condizione necessaria per un trattamento equo da parte delle Corti. I giudici, osserva Nussbaum, mancano di dati immaginativi riguardo alle persone che devono giudicare, e i romanzi sono qualcosa a cui loro possono rivolgersi per avere lumi. L'autore Richard Rorty ha scritto della "cultura dei diritti umani", un termine che dichiara d'aver mutuato dal giurista e filosofo argentino Eduardo Rabossi. 
Nel suo saggio "Il tremendo potere della letteratura,
Vered Cohen Barzilay scrive: "La letteratura può essere potente come la vita stessa. Può essere la nostra profezia. Può ispirare a cambiare il mondo e darci il conforto, la speranza, la passione e la forza di cui abbiamo bisogno per creare un futuro migliore per noi e per tutta l'umanità".
Ma la Letteratura dei Diritti Umani non pretende dagli autori una chiamata all'azione; anzi, il compito dell'autore si conclude con il processo di scrittura. È la risposta del lettore che determina l'appartenenza del romanzo a questo genere.

## Il dibattito
I critici della letteratura impegnata ribattono che essa non è letteratura ma propaganda, in quanto creata e usata per motivi politici. Inoltre, che il proposito di raggiungere le masse porta ad abbassare il livello del linguaggio. 
Sartre sottolineò piuttosto che sia gli scrittori che i leader sociali devono costantemente mirare a sviluppare e migliorare il livello intellettuale dei loro lettori, offrendo loro qualcosa che va oltre ciò che è loro familiare e offrendo l'opportunità di allargare gli orizzonti.
Un'altra critica alla letteratura impegnata sottolinea che un romanzo mostra la sua grandezza solo quando continua ad agire fuori dal suo tempo; quindi può solo collocarsi al di là dello spazio e del tempo di un conflitto socio-politico. A suo tempo Sartre ribatté che chi attacca la letteratura impegnata dimostra solo il vecchio desiderio di ritirarsi in un guscio e ignorare eventi che possono invece da un giorno all'altro raggiungere le loro vite. Ma gli autori invano cercano di isolarsi dalla realtà. Tutti i romanzi inevitabilmente ci istruiscono sulla vita. Il romanzo impegnato apre la strada a come noi possiamo o non possiamo relazionarci a una nuova conoscenza.
Gabriella Ambrosio, autrice di "Prima di lasciarsi", nella prefazione del suo racconto "Sticko", ispirato ai fatti accaduti nella caserma Bolzaneto a Genova in occasione del G8 del 2001, scrive: "A volte, gli scrittori hanno paura di sapere quello che è inevitabile: che l'arte "pura" non esiste. Nessuno di noi è puro o innocente: ogni parola che ha potere immaginativo produce cultura, e la cultura produce comportamenti."
Un altro problema sollevato dagli intellettuali e nei circoli letterari è la competenza dell'autore. Possono i romanzieri comprendere i temi sociali? Possono gestire la complessità, o non rischiano di sostenere false cause? La risposta che è scaturita è che il romanzo impegnato richiede all'autore un talento maggiore e una più ampia conoscenza, e di fatto crea una nuova generazione di autori.
Un esempio di romanzo ambientato in un contesto geografico e temporale ben definito e concluso e che nello stesso tempo trascende quei limiti è Il buio oltre la siepe di Harper Lee. Questo romanzo, che descrive il razzismo negli Stati Uniti in uno specifico luogo e tempo, riesce a fare luce sul razzismo e la discriminazione in senso universale, influenzando generazioni di lettori in tutto il mondo.

## Letteratura e movimento dei diritti umani
Lynn Hunt, docente dell'Università di Stanford, ha identificato e messo a fuoco gli stretti e particolari legami che possono intercorrere fra letteratura e campagne dei diritti umani. Nel suo libro "Inventing Human Rights: a History" esamina la narrativa del XVIII secolo e il ruolo che ha giocato nell'elaborazione stessa del concetto di diritti umani. Hunt dimostra come le relazioni umane narrate nei romanzi generarono una potente empatia che aiutò il diffondersi di nuove idee. Oltre a Il buio oltre la siepe (citato sopra), un altro grande esempio è La capanna dello zio Tom, di Harriet Beecher Stowe, bestseller del XIX secolo. Il romanzo ebbe un tale impatto sull'opinione pubblica da essere considerato uno dei detonatori del movimento abolizionista della metà dell'Ottocento. Altri romanzi che hanno avuto un grande impatto sulla lotta per i diritti umani possono essere considerati, a solo titolo di esempio: Il processo di Franz Kafka, La notte di Elie Wiesel, Amatissima di Toni Morrison.

## Libertà di espressione e persecuzione degli autori
Mentre la Dichiarazione universale dei diritti umani definisce come uno dei diritti fondamentali la Libertà di Pensiero e di Espressione, le dittature e i regimi repressivi, nel tentativo di silenziare il dissenso, costantemente attaccano queste libertà con l'uso della censura e perseguitano, imprigionano e condannano a morte scrittori e giornalisti. Il cinese Liu Xiaobo, critico letterario, scrittore, docente e attivista dei diritti umani insignito nel 2010 del Premio Nobel per la Pace, è stato condannato nel 2009 a 11 anni di prigione per "incitamento alla sovversione". Salman Rushdie, scrittore di origini indiane, è stato colpito da una fatwā dell'Ayatollah Ruhollah Khomeyni per il suo romanzo Versetti satanici (1988), accusato di irriverenza verso il profeta Maometto. Rushdie, costretto a nascondersi e a vivere sotto protezione in Inghilterra per anni per sfuggire alla condanna a morte (portata invece a compimento sul suo traduttore giapponese), è divenuto poi presidente del PEN, l'associazione internazionale degli scrittori che lottano per la libertà di espressione, e che agisce come una voce potente in difesa di scrittori perseguitati imprigionati e talvolta uccisi per le loro visioni.